# Зейферт, Карл Фридрих (художник)
Карл Фридрих Зейферт (нем. Carl Friedrich Seiffert; 1809, Грюнберг — 1891, Берлин) — немецкий пейзажист.

## Биография
Учился в Берлинской академии художеств и К. Э. Бирмана. Для писания этюдов неоднократно путешествовал по Швейцарии, Тиролю, Венгрии, Италии и Сицилии.
В 1853 году участвовал вместе с Э. Папе в украшении живописью Нового берлинского музея.
Пейзажи этого художника, изображающие в основном мотивы южной природы, передают её в идеализированном виде, хотя в общем верно характеризуют каждую местность; колорит его силен, кисть сочна.
Наиболее удачными в ряду его картин считаются: «Гора Юнгфрау, в Швейцарии», «Таорминский театр», «Лазоревый грот на острове Капри» (1860, находится в Берлинской национальной галерее), «Дан-дю-Миди» и «Мессинский пролив» (1863).
Умер 25 апреля 1891 года.

## Галерея

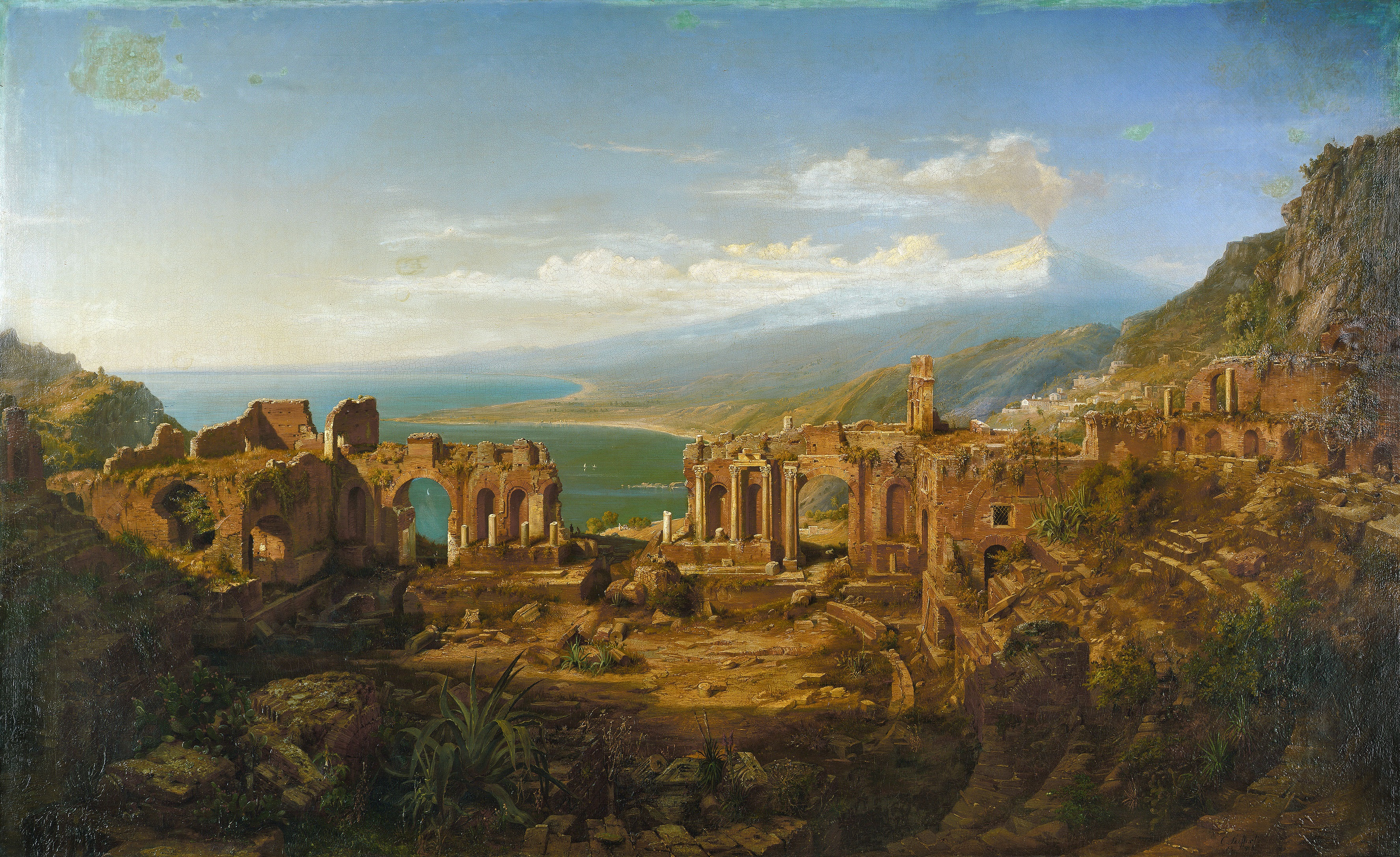
Вид на руины амфитеатра в Таормине, 1848
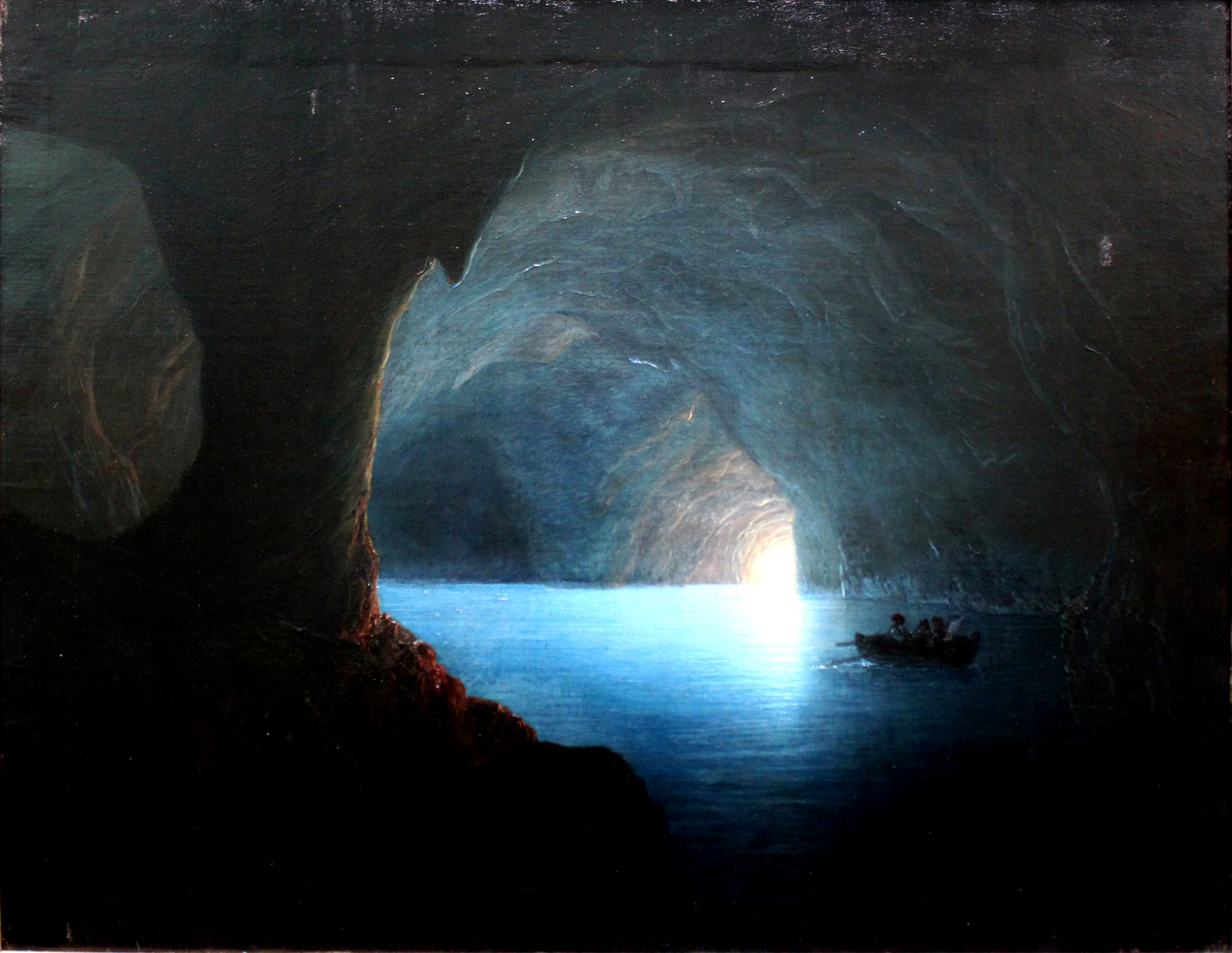
Голубой грот, 1860
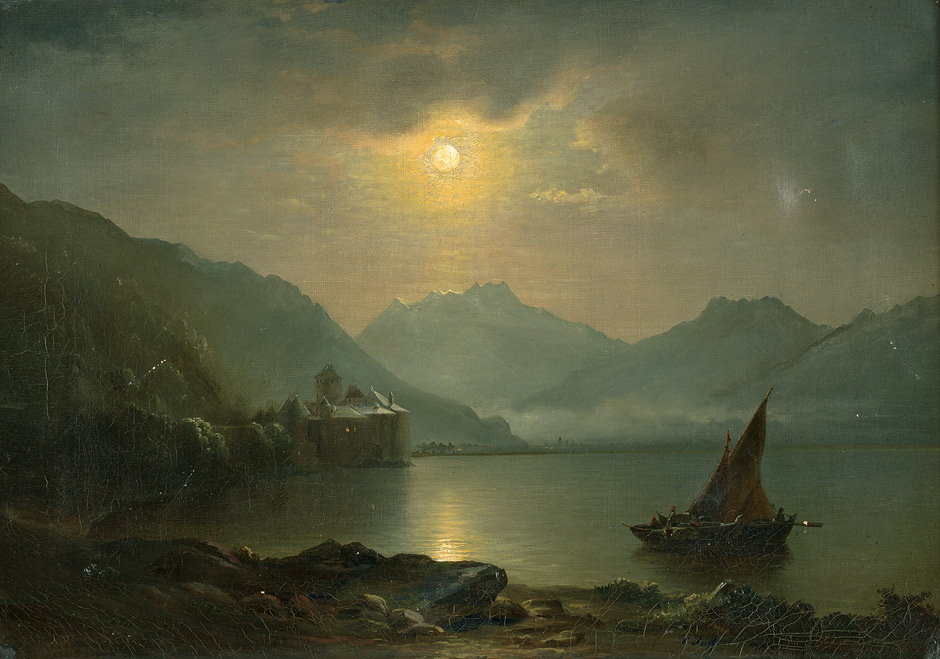
Лунный свет над Шильонским замком на Женевском озере, 1875
Пейзаж